# Julius Adolph von Söhne

Titelblatt der Erstausgabe vom 15. Januar 1609

Julius Adolph von Söhne (* ?; † 24. Januar 1616 in Wolfenbüttel) war Drucker und Zeitungsherausgeber in Wolfenbüttel.

## Leben und Wirken
Von Söhne hatte im Jahr 1605 eine Druckerei in Wolfenbüttel übernommen, die dort seit dem Jahr 1539 bestand. Er hatte den Titel eines Hofbuchdruckers erhalten. In seinem Offizin (Druckerwerkstatt) wurden insbesondere Leichenpredigten, Gelegenheitsschriften oder Verordnungen gedruckt. Des Weiteren war er der Herausgeber der zweitältesten deutschsprachigen Zeitung, der „Aviso Relation oder Zeitung“, deren erste Ausgabe am 15. Januar 1609 in Wolfenbüttel erschien. Zuvor hatte es lediglich „handgeschriebene Zeitungen“ gegeben. Hinzu kam, dass die gedruckten Nachrichtenberichte von Korrespondenten aus mehreren deutschen oder europäischen Städten, wie Köln, Antwerpen, Prag, Wien, Rom oder Venedig stammten. Regionalnachrichten gab es hingegen keine.

## Druckwerke (Auswahl)
- Franciscus Algermann: Grabschrifft/ Auff den vnzeitigen tödlichen Abgang vnd Fürstlichen Namen/ Des … Herrn Heinrichen Julii/ des jungern/ Hertzogen zu Braunschweigk vnd Lüneburgk/ etc. : der am 7. Octobris … zu Grüningen/ im Stifft Halberstadt/ Anno &c. 1597. geboren/ vnd … den 11. Iulii, Anno &c. 1606. … auff der Fürstlichen Vestung Wolffenbüttel/ seliglich verschieden/ Folgents auch daselbst den 21. ejusdem … bestattet worden; Vnd von dem vnzeitigen Tod der Frommen/ und langem Leben der Gottlosen/ und derselben schrecklichen Ende/ Aus dem 4. Cap. des Buchs der Weißheit. Wolffenbüttel 1606, OCLC 257587353.
- Aviso Relation oder Zeitung Was sich begeben und zugetragen hat in Deutsch- und Welschland, Spannien, Niederland, Engelland, Franckreich, Ungern, Osterreich, Schweden, Polen unnd in allen Provintzien in Ost- und West-Indien etc; so allhie den … angelangt. Wolfenbüttel 1609–1624, OCLC 311715602.